# 在カンボジア外国公館の一覧

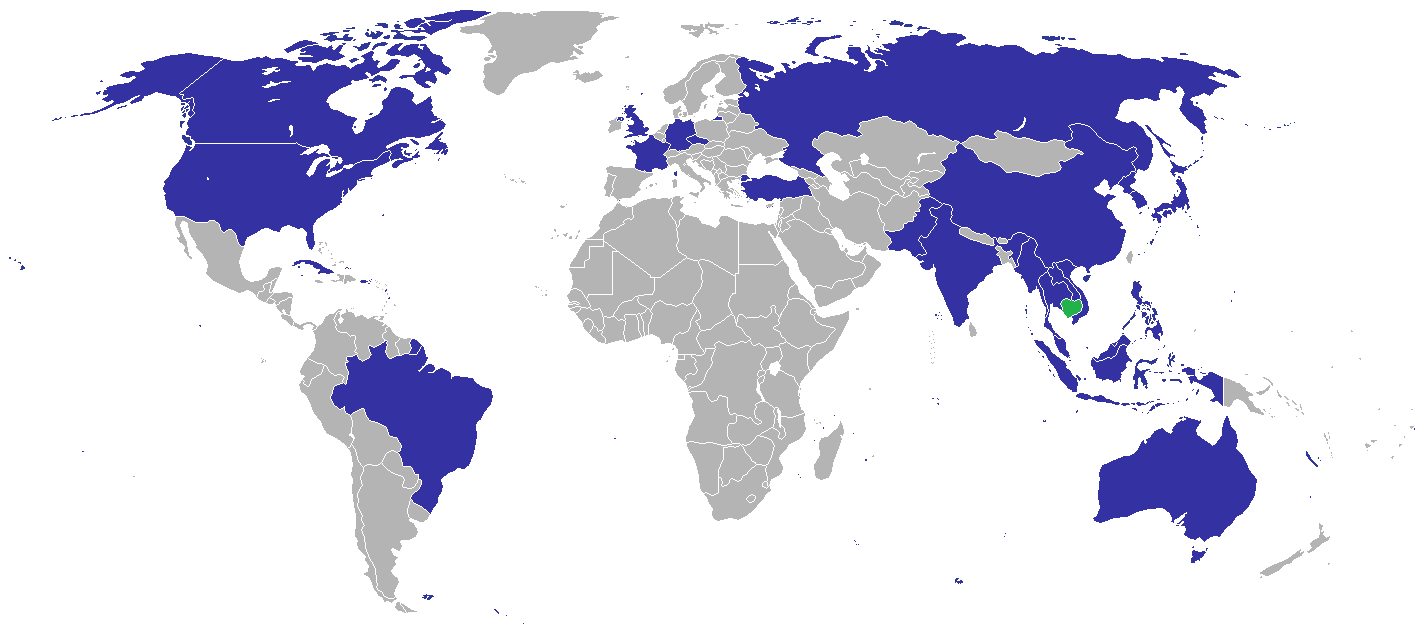
カンボジアに大使館がある国

下記は、在カンボジア王国外国公館の一覧である。首都プノンペンには現在29の大使館（事実上の兼勤駐在官事務所を含む）に加え、欧州連合の代表事務所がある。同国と外交関係はあるが大使館のない国は、バンコク、北京、ハノイなどにある他の大使館が兼轄している。

## 大使館

### プノンペン
- オーストラリア
- ブルネイ
- ブルガリア
- 中華人民共和国
- キューバ
- チェコ
- フランス
- ドイツ
- インド
- インドネシア
- 日本
- クウェート
- ラオス
- マレーシア
- ミャンマー
- 朝鮮民主主義人民共和国
- パキスタン
- フィリピン
- ロシア
- シンガポール
- 大韓民国
- 東ティモール
- タイ
- トルコ
- イギリス
- アメリカ合衆国
- ベトナム

## 大使館事務所（事実上の兼勤駐在官事務所）
- カナダ[1]
- ハンガリー[2]

## 在カンボジア大使館がない国
在タイ大使館が管轄
- アルゼンチン
- オーストリア
- バングラデシュ
- ベルギー
- ブータン
- ブラジル
- カナダ
- チリ
- コロンビア
- デンマーク
- エジプト
- フィンランド
- ギリシャ
- バチカン
- イスラエル
- イタリア
- ケニア
- モルディブ（大使館）
- モロッコ
- オランダ
- ニュージーランド
- ネパール
- ノルウェー
- パナマ
- ポーランド
- ポルトガル
- スロバキア
- 南アフリカ
- マルタ騎士団
- スペイン
- スリランカ
- スウェーデン
- ウクライナ
- アラブ首長国連邦

在中華人民共和国大使館が管轄
- ベナン
- コンゴ共和国
- キプロス（大使館）
- カーボベルデ
- エチオピア
- ギニアビサウ
- アイスランド
- コートジボワール
- ジャマイカ
- リベリア
- リビア
- マリ
- マルタ
- モーリタニア
- マダガスカル
- ナミビア
- シエラレオネ
- 南スーダン
- ソマリア
- スリナム
- トーゴ
- チュニジア
- ウガンダ

在ベトナム大使館が管轄
- アルジェリア
- アンゴラ
- アルメニア
- アゼルバイジャン
- ベラルーシ
- イラン
- イラク
- アイルランド
- カザフスタン
- メキシコ
- パレスチナ
- カタール
- ルーマニア
- サウジアラビア
- セーシェル
- スーダン
- ベネズエラ

在マレーシア大使館・高等弁務官事務所が管轄
- クロアチア
- ガンビア
- ジョージア
- ガーナ
- パプアニューギニア
- ペルー
- タンザニア
- ウルグアイ
- イエメン
- ザンビア
- ジンバブエ

在大韓民国大使館が管轄
- フィジー
- グアテマラ
- パラグアイ
- ルワンダ

その他の大使館等が管轄
- バーレーン（在インドネシア大使館）
- エルサルバドル（在インド大使館）
- エスワティニ（在ニューヨーク総領事館）
- マーシャル諸島（駐日大使館）
- モンゴル（在ラオス大使館）
- ナイジェリア（在フィリピン大使館）
- セルビア（在インドネシア大使館）
- 台湾（台北在ホーチミン経済文化弁事処）

## 代表部
- 欧州連合（代表事務所）

## 領事館・領事事務所

### シェムリアップ
- 中華人民共和国（領事事務所）
- 日本（領事事務所）

### シアヌークビル
- 中華人民共和国（領事事務所）
- ベトナム（領事館）

### バタンバン
- ベトナム（領事館）

### ストゥントレン
- ラオス（領事館）